# Òliba del Congo
L'òliba del Congo (Phodilus prigoginei) és una espècie d'ocell de la família dels titònids (Tytonidae). És un rapinyaire nocturn molt poc conegut, que habita únicament zones de muntanya del nord-oest del Llac Tanganika, a la República Democràtica del Congo. El seu estat de conservació es considera en perill d'extinció.